# Vyšehrad
Vyšehrad, la roccia sul fiume (in tedesco Wyschehrad o anche Prager Hochburg), è parte integrante del profilo di Praga. La tradizione di questo posto misterioso è legata a leggende raccolte da Alois Jirásek nel suo libro di antiche leggende ceche.

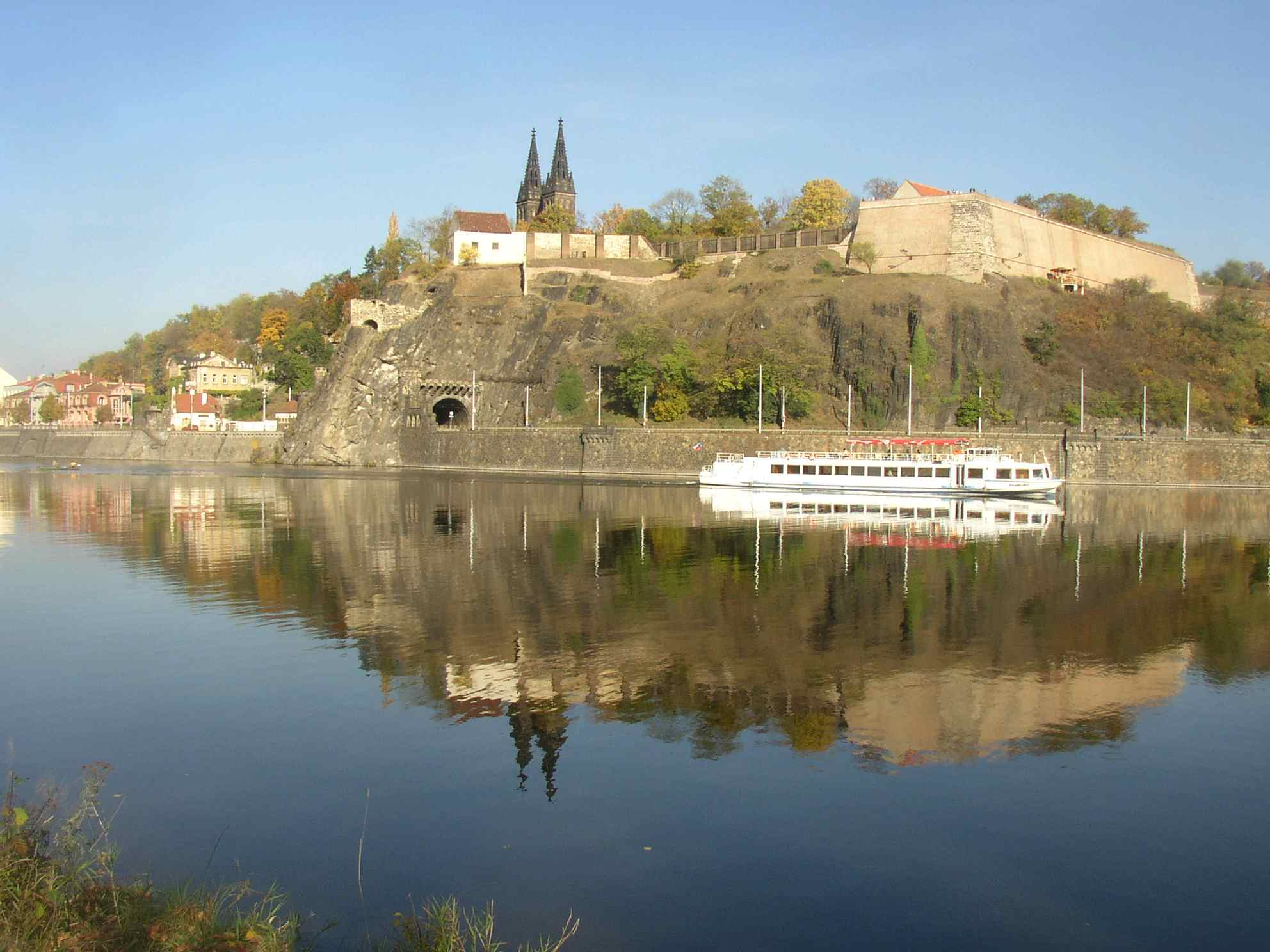
Vyšehrad

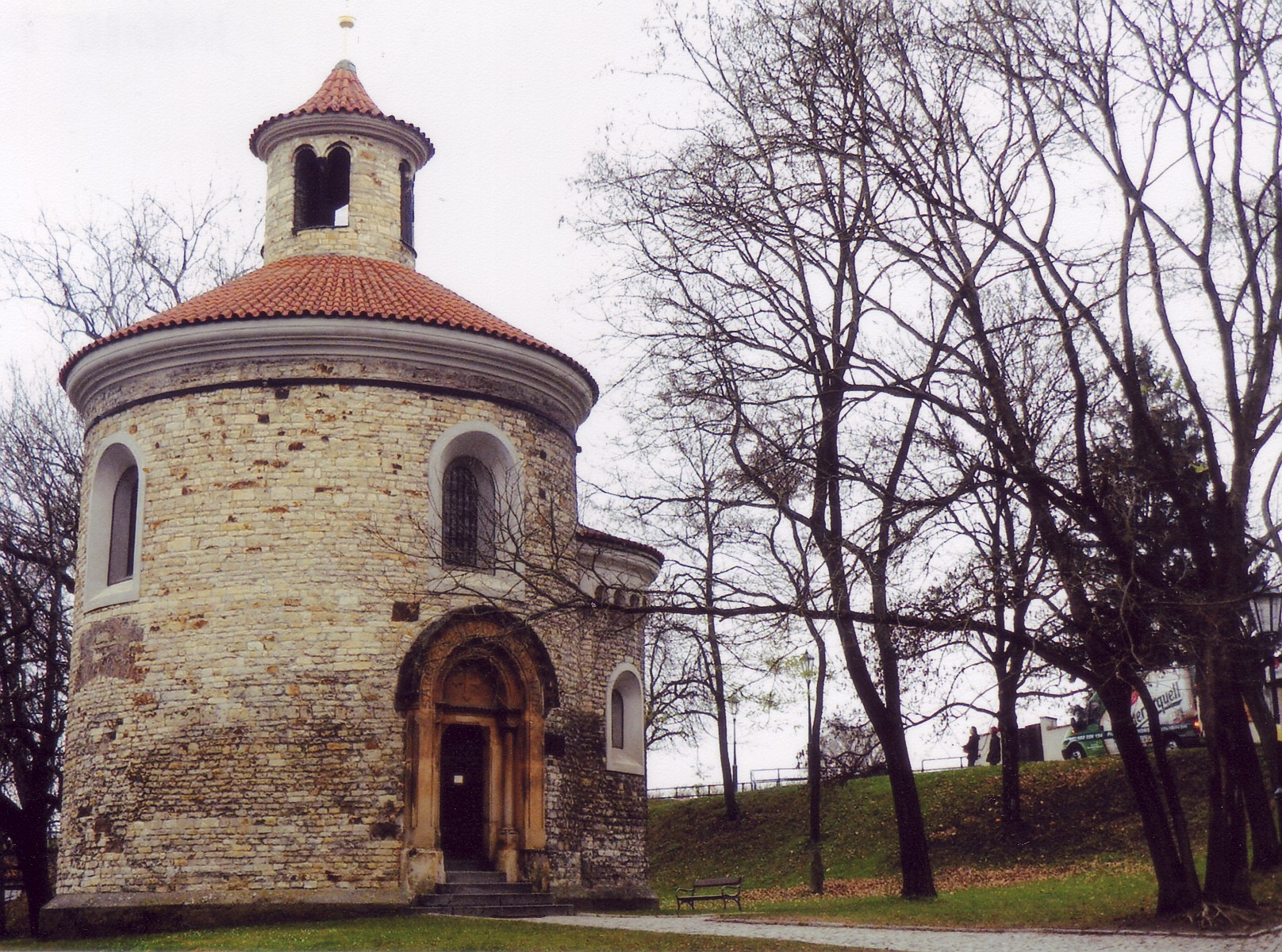
La romanica Rotonda di San Martino

## Storia
La storia narra della principessa Libuše, che previde la futura gloria di Praga dalla sua residenza a Vyšehrad ed inviò una delegazione presso Přemysl l'Aratore, il fondatore della casa reale. 
Le leggende di Vyšehrad, che spiegano le origini ed i primi anni dello stato dei Premislidi, hanno reso questo posto uno dei luoghi più memorabili della nazione Ceca. 
Vyšehrad divenne un accampamento fortificato presumibilmente intorno al X secolo. La prima prova dell'esistenza di Vyšehrad come fortezza sono le monete di Boleslao II che furono coniate verso la metà del X secolo. 
Il regno di Vratislao II (1061-1092) aprì un nuovo capitolo nella storia di Vyšehrad. Questo principe venne eletto re dei Cechi e dei Polacchi nel 1085 e scelse Vyšehrad come propria residenza reale. Egli ne rinforzò le fortificazioni e costruì un palazzo fortificato che rispondesse alle proprie ambizioni. 
Vratislao II pose le fondamenta della più antica costruzione romanica di Praga: la Rotonda di San Martino. Anche il suo successore, Soběslav I (1125-1140) ebbe cura delle decorazioni artistiche delle chiese e del prestigio di Vyšehrad. Fu solamente dopo l'incoronazione di Vladislao II nel 1140 che il castello di Praga cominciò a prendere importanza.
Vyšehrad riguadagnò una certa importanza sotto Carlo IV. La processione per l'incoronazione del nuovo re incominciava a Vyšehrad, come espressione di rispetto verso l'antenato della dinastia da cui Carlo IV discendeva da parte di madre. Carlo IV convertì Vyšehrad in un forte di pietra e costruì mura che lo collegavano alla nuova città di Praga. Egli costruì anche un palazzo gotico a Vyšehrad, una chiesa capitolare e il nuovo cancello di Špicka. 
Durante la guerra degli Ussiti tutta la zona venne distrutta. Verso la metà del XVII secolo Vyšehrad divenne un forte barocco con una guarnigione e rimase sotto l'amministrazione dell'esercito fino al 1911 quando la sua giurisdizione venne trasferita alla città. 
Da allora fu conservato quasi senza cambiamenti, con l'eccezione dell'armeria che venne distrutta da un'esplosione dove oggi si trova il giardino con sculture di Myslbek.
La forma attuale di Vyšehrad fu in gran parte determinata durante la seconda metà del XIX secolo. La chiesa di San Pietro e Paolo, dominante l'altura di Vyšehrad, fu ricostruita in stile neogotico da un disegno di J. Mocker e F. Mikeš rispettando le disposizioni del disegno gotico di Carlo IV. 
Fu a quell'epoca che nacque l'idea di creare un cimitero nazionale a Vyšehrad al posto dell'esistente cimitero rurale. Furono necessari molti anni per costruire il Pantheon. L'attuale cimitero di Vyšehrad è un'opera artistica unica, in armonia con l'ambiente circostante. Allo stesso tempo, è una galleria di sculture funerarie ed una prova dello sviluppo artistico ceco dalla metà del XIX secolo ad oggi. Qui riposano oltre 600 personalità della cultura e dell'educazione.

## Curiosità
La fortezza è poemizzata dal compositore boemo Bedřich Smetana nella celebre raccolta sinfonica Má vlast della quale è il primo brano.
|  |  |